# Томас Гайвард
То́мас Га́йвард (англ. Thomas Hayward; *28 липня 1768, Мідлесекс, Англія — †квітень 1798, Південнокитайське море) — британський мореплавець, капітан Королівського військового флоту Великої Британії. Став відомим завдяки участі у заколоті на «Баунті», був одним з тих, хто залишився вірним капітанові. Пізніше повернувся до Таїті на кораблі «Пандора», коли декотрі з заколотників були арештовані. Служив на різних посадах у флоті. Під час тайфуну у Південнокитайському морі потонув разом з кораблем і командою у 29-річному віці.

## Біографія
Томас Гайвард народився у селищі Гакней (англ. Hackney), графстві Мідлесекс, Англія. Був одним з десяти дітей у заможній родині. Його старша сестра Анна була товаришкою Бетсі Блай, дружини капітана Вільяма Блая, за протекцією котрої 20-річний Томас отримав посаду мічмана на «Баунті». Під час експедиції корабля до Тихого океану за саджанцями хлібних дерев Гайвард не відзначився нічим надзвичайним, не користувався повагою ні офіцерів, ні матросів. Його також звинувачували у зверхньому відношенні до підлеглих, неробстві та лінощах. На Таїті Томас Гайвард заснув під час вахти; за це, за наказом Блая був закований в кайдани тому, що під час його вахти декілька матросів втекло на берег. Під час заколоту 28 квітня 1789 р. Флетчер Крістіан, з котрим у нього були попередні суперечки наказав висадити Гайварда в шлюпку одним з перших.
Під час довгої подорожі шлюпки до о. Тимор завжди залишався вірним капітанові Блаю. По поверненні до Англії був підвищений на посаду лейтенанта і відкомандирований на корабель «Пандора», яки відправлявся на Таїті затримати заколотників. Під час подорожі «Пандори» відзначився як компетентний командир, ризикував власним життям під час аварії корабля, коли врятував карти та обладнання необхідне для подорожі вцілілої команди. По поверненні до Англії був свідком на трибуналі стосовно заколоту на «Баунті», підтримував капітана Блая. Пізніше служив на різних кораблях Королівського військового флоту Великої Британії. У 1795 р. потрапив у ще одну аварію поблизу острова Цейлон. У 1798 р. був призначений капітаном корабля у складі конвою на маршруті від Макао до Англії. Під час однієї з подорожей у квітні 1798 р. потрапив у тайфун і потонув разом з кораблем і командою.